# Nora hembygds- och fornminnesförening
Nora hembygds- och fornminnesförening är en hembygdsförening i Nora socken i Heby kommun. 
Nora hembygdsförening grundades 1919 och hembygdsgården började att byggas 1922. Den första byggnaden som flyttades till platsen var ett rivningshotat ålderdomshem. Samtidigt flyttades även en ålderdomlig ryggåsstuga från 1700-talet hit från torpet Källskog på Hemmingsbo ägor. Till hembygdsgården har även flyttats Säljastugan, en parstuga från byn Sälja med väggmålningar i anderstugan.